# Andreína Tarazón
Andreína Tarazón   (Maracay, 8 de febrer de 1988) és una política veneçolàna que va exercir de diputada a l'Assemblea Nacional i de ministre per a la Igualtat de Dones i Gènere.
S'ha llicenciat en Màster en Dret a la Universitat UIBE de Pequín (Xina) el 2019. Ha estat assignada com a directora de l'institut Confucià a Veneçuela. Està en estreta relació amb l'ambaixada de la Xina i l'Iran a Veneçuela, i ha comptat amb el suport de les autoritats dels dos països.
Actualment és la presidenta del Centre d'Alts Estudis del Desenvolupament i les Economies Emergents (Cedees).

## Joventut i carrera
Es va llicenciar com a advocada a la Universitat Central de Veneçuela i va començar la seva carrera política participant en l'equip de suport de Misión Robinson a Aragua el 2003 i al colectivo Pueblo Soberano de la Placera entre 2002 i 2003. Mentre era estudiant de dret ella va ser membre del Moviment de Transformació Universitària i va participar en el comitè estudiantil que va donar suport al govern a l'Assemblea Nacional el 2007, així com a delegada juvenil al congrés fundacional de la Joventut del Partit Socialista Unit de Veneçuela (PSUV).
Va ser elegida candidata del PSUV a les eleccions parlamentàries de 2010, va ser nomenada viceconsellera de Joventut i el 21 d'abril de 2013 va ser nomenada ministra per a la igualtat de dones i gènere per al govern de Nicolás Maduro. Des del 27 de gener de 2014 exerceix com a superintendenta nacional per a la defensa dels drets socioeconòmics.